# Scrobigera vulcania
Scrobigera vulcania är en fjärilsart som beskrevs av Butler 1875. Scrobigera vulcania ingår i släktet Scrobigera och familjen nattflyn. Inga underarter finns listade.